# Lasar Segall
Lasar Segall (ur. 21 lipca 1890 w Wilnie, zm. 2 sierpnia 1957 w São Paulo) – brazylijski malarz, grafik i rzeźbiarz żydowskiego pochodzenia.
Urodził się w religijnej żydowskiej rodzinie. Uczył się w Akademii Sztuki w Wilnie, następnie 1906-1910 studiował w Berlinie i Dreźnie, gdzie zainteresował się ekspresjonizmem i związał się ze środowiskiem ekspresjonistów. Mieszkał w Niemczech, a od 1923 w Brazylii. Malował obrazy o tematyce społecznej, pełne ekspresji i dramatyzmu, m.in. Rodzina chorych (1922), Statek z imigrantami (1941) i pejzaże. Jego dzieła charakteryzują się zgaszonym kolorytem i kubistyczno-ekspresjonistyczną deformacją. Stworzył też wiele cykli graficznych, ilustracji do książek i rzeźb. W latach 40. i 50. wystawiał swoje dzieła na wystawach w Brazylii i USA.